# Chlorogomphus auratus
Chlorogomphus auratus là loài chuồn chuồn trong họ Chlorogomphidae. Loài này được Martin mô tả khoa học đầu tiên năm 1910.